# Alenka Gotar
Alenka Gotar (ur. 23 sierpnia 1977 w Rodicy) – słoweńska sopranistka, reprezentantka Słowenii w 52. Konkursie Piosenki Eurowizji w 2007 roku.

## Edukacja
Alenka Gotar rozpoczęła rozwijać swoje zainteresowanie muzyczne od uczęszczania do małej szkoły muzycznej, w której uczyła się gry na fortepianie i gitarze. Następnie uczęszczała do szkoły muzyki i baletu w Lublanie, gdzie Markos Bajuk nauczył ją śpiewu solowego. Po ukończeniu tej szkoły w 1996 roku zdała na studia wokalne na Akademię Muzyczną w Bazylei, a w 1999 roku na Uniwersytecie Mozarteum w Salzburgu, gdzie była uczona przez Liliana Sukisa. Swój dyplom otrzymała w 2000 roku, zaś tytuł magistra zdobyła w 2006 roku.

## Kariera muzyczna
W ciągu swojej kariery muzycznej śpiewaczka gościnnie występowała w Maribor Opera i była solistką w teatrze w Salzburgu i Lublanie. Wraz z orkiestrą jeździła w trasy koncertowe po Słowenii, Austrii, Szwajcarii, Niemczech, Chorwacji i krajach Skandynawii. Wystąpiła w takich sztukach operowych i baletowych, jak m.in. Wesele Figara, Don Giovanni, Czarodziejski flet czy Aida. W 2000 roku pracowała u boku kompozytora Györgya Kurtága w radiu DRC3. Rok później wystąpiła na festiwalu Europäische Musikmonat w Bazylei w spektaklu Skamander autorstwa szwajcarskiego kompozytora Beato Gysina.
W 2007 roku zgłosiła się do udziału w krajowych eliminacjach eurowizyjnych z utworem „Cvet z juga”, z którym na początku lutego wygrała finał po zdobyciu największego poparcia telewidzów, dzięki czemu została reprezentantką Słowenii w 52. Konkursie Piosenki Eurowizji organizowanym w Helsinkach. 10 maja wystąpiła w półfinale widowiska i z siódmego miejsca awansowała do finału, w którym zajęła ostatecznie piętnaste miejsce ze 66 punktami na koncie.

## Role operowe
Latem 2000 roku zaczęła gościnnie występować w poniższych sztukach przygotowywanych przez operę SNG i balet w Lublanie:
- Wesele Figara jako Barbarina
- Don Giovanni jako Donna Elvira
- Rusałka jako Rusałka
- Wesoła wdówka jako Hanna Glawary
- Czarodziejski flet jako Pamina
- Aida jako Gran Sacerdotessa

W sezonie 2004-05 zagrała w następujących sztukach operowych:
- Jolanta jako Brigitte
- Der Kaiser von Atlantis jako Bubikopf
- Brata jako Kristine

W operze w Salzburgu zagrała w następujących sztukach:
- Wesele Figara jako Susanna
- Czarodziejski flet jako Pamina
- Rzekoma ogrodniczka jako Arminda
- Apollo i Hiacynt jako Hiacynt
- Cyganeria jako Mimi